# Irländska republikanska brödraskapet
Irländska republikanska brödraskapet (Irish Republican Brotherhood) var en hemlig organisation som bildades år 1852 med syfte att frigöra Irland från unionen med Storbritannien.
Från första början var organisationen väldigt liten. Trots detta har den spelat en större roll i Irlands historia. Genom ett flertal uppror har den hjälpt till att få omvärlden att få upp ögonen för Irland. Vidare medverkade brödraskapet i starten av påskupproret och inledde därmed det irländska frihetskriget. 